# Douglas Coleman
Douglas L. Coleman, född 6 oktober 1931 i Stratford, Ontario, Kanada, död 16 april 2014 i Maine, var en kanadensisk biokemist vid Jackson Laboratory. Han är känd för att ha upptäckt hur leptiner påverkar kroppsvikten, vilket haft stor betydelse för forskningen kring fetma. Tillsammans med Jeffrey Friedman tog han 2009 emot Shawpriset för den upptäckten.

## Biografi
Coleman studerade kemi vid McMaster University och tog sin tog sin kandidatexamen 1954 och sin doktorsexamen i biokemi vid University of Wisconsin 1958. Han rekryterades därpå till The Jackson Laboratory i Bar Harbor, Maine och blev senare professor där. 
Coleman trivdes bäst när han arbetade ensam, assisterad av högst två tekniker. Med tiden drog han slutsatsen att hans ensamma forskningsstil hade blivit ålderdomlig och gick i pension vid 62 års ålder i stället för att försöka återuppfinna sitt laboratorium. Han tillbringade de följande åren med att resa världen runt tillsammans med sin hustru Beverly och återvände alltid till sitt hus vid havet på landsbygden i Maine.

## Vetenskapligt arbete
Colemans arbete bedrevs på olika stammar av möss med olika mutationer av gener som producerade fetma. I en serie viktiga artiklar visade han att ingen av generna verkar ensam, utan modifieras av andra och att ob-genen kodade hormonet leptin, senare samupptäckt 1994 av Jeffrey Friedman, Rudolph Leibel och deras forskargrupper vid Rockefeller University. Detta arbete har spelat en viktig roll i vår förståelse av mekanismerna som reglerar kroppsvikt och dess orsak till mänsklig fetma.
Upptäckten av leptin har lett till klargörandet av ett robust system som upprätthåller relativt konstanta nivåer av fettlager. När fettmassan faller, så gör också leptinnivåer i blodet, stimulerar aptiten och undertrycker energiförbrukningen. När fettmassan ökar stiger leptinnivåerna, vilket undertrycker aptiten. Dessa resultat har förändrat fetmaforskningen och ändrat den vetenskapliga synen av fettceller från passiva lagringsbehållare till dynamiska regulatorer av metabolism.

## Utmärkelser och hedersbetygelser
Coleman
- valdes till ledamot av US National Academy of Sciences 1998,
- vann Shawpriset 2009,[15]
- tilldelades Albert Lasker Award for Basic Medical Research 2010,
- tilldelades BBVA Foundation Frontiers of Knowledge Award i kategorin biomedicin 2012,
- tilldelades King Faisal International Prize for medicin[16] tillsammans med Jeffrey M. Friedman[14] för upptäckten av leptin 2013.